# Pennatula argentina
Pennatula argentina är en korallart som beskrevs av Acuña och Zamponi 1992. Pennatula argentina ingår i släktet Pennatula och familjen Pennatulidae. Inga underarter finns listade i Catalogue of Life.